# Johann Adam Mannschott
Johann Adam Mannschott (* 6. März 1884 in Schönau (Odenwald); † 9. Februar 1960 in Heidelberg) war ein deutscher Politiker.
Mannschott war Blechnermeister. Er war von 1922 bis 1934 sowie erneut ab 1946 Bürgermeister seiner Heimatstadt Schönau (Odenwald). Während der Weimarer Republik war er Mitglied des Reichsbanners Schwarz-Rot-Gold, einem politischen Wehrverband zum Schutz der demokratischen Republik.
Nach dem Zweiten Weltkrieg trat Mannschott der Demokratischen Volkspartei (DVP) bei, die 1948 in der Freien Demokratische Partei (FDP) aufging. Mannschott gehörte 1946 der von der amerikanischen Militärregierung ernannten Vorläufigen Volksvertretung von Württemberg-Baden an.
1952 wurde Mannschott das Bundesverdienstkreuz am Bande verliehen.